# NHK 뉴스 미야기 845
NHK 뉴스 미야기 845(NHKニュースみやぎ845)은 NHK 센다이 방송국에서 제작하고 있는 저녁 뉴스 프로그램이다.

## 방송 소개 및 방송 시간
NHK 뉴스 미야기 845는 매일 월요일에서 금요일까지 저녁 8시 45분부터 9시까지 15분간 방송되고 주말과 공휴일은 저녁 8시 55분부터 9시까지 5분간 도호쿠 지방 지역뉴스를 한다. 미야기현을 비롯한 도호쿠 지방의 뉴스와 일본 프로야구 도호쿠 라쿠텐 골든이글스 소식 및 동북(도호쿠)지방의 날씨를 전한다.